# Der kleine Johnson
Der kleine Johnson (Originaltitel: Hugh Johnson’s Pocket Wine Book) ist ein Standardwerk der Weindegustation vom Autor Hugh Johnson und erscheint jährlich,  am 5. Oktober 2021 in der 43. Auflage als Der kleine Johnson 2022. Dies ist die letzte Ausgabe unter Mitwirkung von Hugh Johnson. Es enthält Bewertungen und kurze Verkostungsnotizen zu mehr als 15000 Weinen und ihrer Erzeuger. Zusammen mit Der große Johnson werden die Bücher vom Hallwag-Verlag herausgegeben. Die englische Originalausgabe erschien erstmals 1977 und seitdem ebenfalls jährlich. Er gilt als meistgekaufter Weinführer der Welt.
Johnson und sein rund 40-köpfiges Verkoster- und Autorenteam unterscheiden Anbaubetriebe, Handelsmarken und Handelshäuser und bewerten mit bis zu vier Sternen. Das Buch im Taschenbuchformat hat gut 400 Seiten und beschreibt in knapper Form die wichtigsten Gewächse renommierter Weingüter aller weinanbauenden Nationen. Den größten Umfang räumt der Autor französischen Produkten ein, wobei allein über 30 Seiten für das Bordeaux reserviert sind. Nach den Erzeugern sortiert ordnet Johnson die Weingüter in ihrer Charakteristik ein und nennt die Jahrgänge, die überdurchschnittliche Qualitäten aufweisen sowie ihr weiteres Potential. Zusätzlich nennt und beschreibt er kurz für die wichtigsten Anbauregionen eines Landes (Elsass, Gaillac usw.) die wichtigsten Rebsorten.

## Aktuelle Ausgabe
- Der kleine Johnson 2022. Gräfe und Unzer, München 2016, ISBN 978-3-96033-121-6.

## Rezeptionen
- „Das wichtigste Nachschlagewerk in Sachen Wein“. Nachschlagewerk Nr.1: Der kleine Johnson 2003, Berliner Zeitung, 20. November 2002
- „Das Standardwerk der Spitzenklasse“ Der Winzer